# العلاقات الفلسطينية الهولندية
العلاقات الفلسطينية الهولندية هي العلاقات الثنائيّة بين دولة فلسطين والمملكة الهولندية.

## التاريخ
ظل الموقف الهولندي من القضية الفلسطينية سلبيًا لفترة زمنية طويلة إلى حد أن هولندا كانت تُعتبر بمثابة الممثل الإسرائيلي في الإتحاد الأوروبي بصفة غير رسمية لأنها كانت تعارض جميع القرارات التي تتعارض مع مصلحة إسرائيل من داخل الاتحاد، إلا أن الموقف الهولندي من القضية الفلسطينية تغيّر في أعقاب عام 1973، بعدما قرر العرب قطع إمدادات النفط عن كُل من هولندا والولايات المتحدة الأمريكية. 
اختارت هولندا على سبيل المثال الامتناع عن التصويت ضد قرار منح فلسطين رتبة دولة مراقب غير عضو في منظمة الأمم المتحدة.

## التمثيل الدبلوماسي
تأسس مكتب تمثيل هولندا في عام 1994 في مدينة أريحا بعد إبرام اتفاق غزة أريحا، ثُمّ نُقل مقره في عام 1996 إلى مدينة البيرة. بينما لدولة فلسطين سفارة في هولندا
خلال الاحتفال بالذكرى العشرين لإنشاء الممثلية الهولندية في فلسطين، قامت ممثلة المملكة الهولندية لدى فلسطين مع 50 راكب دراجة هوائية من قطاع غزة في عام 2015 بتوزيع 1500 وردة على المارين في شوارع مدينة رام الله، كما قدمت باقة زهور لرئيس السلطة الوطنية الفلسطينية محمود عباس تستلمها حسين الأعرج رئيس ديوان الرئاسة الفلسطينية كنائب عن الرئيس. يحمل أحد الشوارع الرئيسية في مدينة البيرة اسم "شارع هولندا" على سبيل الاحتفاء بعودة العلاقات الثنائية بين البلدين.

## مواقف سياسية
كانت الحكومة الهولندية مؤيدة وداعمة للمواقف الإسرائيلية على مدى سنوات، ولا تزال العديد من الأحزاب اليمينية في هولندا مثل حزب النداء الديمقراطي المسيحي، وحزب العمل الهولندي، والحزب الليبرالي تتخذ مواقف مؤيدة لإسرائيل، ويُعتبر الحزب الليبرالي الهولندي هو الحزب الأكثر تشددًا في تأييد إسرائيل في هولندا. على الرغم من ذلك كانت هُناك بعض الأحزاب الهولندية التي تتبنى مواقف داعمة للقضية الفلسطينية مثل حزب اليسار الأخضر، والحزب الهولندي الاشتراكي.
في عام 2021 خلال فعاليات إحياء الذكرة الثالثة والسبعين للنكبة، وقع ثمانين أستاذ جامعي وأكاديمي من العاملين في الجامعات الهولندية على عريضة تُساند القضية الفلسطينية وتُطالب الحكومة الهولندية بدعم حقوق الشعب الفلسطيني وقطع العلاقات الدبلوماسية مع إسرائيل.